# Allorostrata ovalis
Allorostrata ovalis är en kräftdjursart som beskrevs av Winkler 1994. Allorostrata ovalis ingår i släktet Allorostrata och familjen Paramunnidae. Inga underarter finns listade i Catalogue of Life.